# Due contro la città
Due contro la città (Deux Hommes dans la ville) è un film del 1973 diretto da José Giovanni. È l'ultimo dei tre film nei quali hanno lavorato insieme Jean Gabin e Alain Delon.

## Trama
Attraverso la voce di Germain Cazeneuve, un anziano rieducatore che si occupa del reinserimento dei detenuti nella vita civile, si racconta la storia di Gino Strabliggi, un ex rapinatore che, dopo la scarcerazione intende cambiare vita e, insieme alla moglie Sophie, lasciarsi alle spalle il difficile passato.
Le cose, una volta che Gino è uscito dal carcere, sembrano andare per il meglio e questi, dopo che il rieducatore gli ha trovato un lavoro in una tipografia, rifiuta l'invito dei vecchi compagni a riunirsi a loro ma in un incidente stradale la moglie, che amorevolmente lo ha aspettato per dieci anni, trova la morte. Grazie all'aiuto di Germain e della sua famiglia, Gino riesce a superare anche questa tragedia, trasferendosi a Montpellier, trovando lavoro in un'altra tipografia e conoscendo Lucy, un'impiegata di banca con la quale inizia una nuova storia d'amore.
Il passato sembra essere definitivamente alle spalle di Gino ma l'ispettore capo Goitreau, lo stesso che lo aveva arrestato dieci anni prima e che ora presta servizio a Montpellier, diffida del suo cambiamento ed inizia a sorvegliarlo, trattenendolo anche in carcere senza motivazione e tentando di screditarlo con il suo datore di lavoro e con la fidanzata, fino a quando il suo comportamento da zelo professionale si tramuta in vera e propria persecuzione, ed a nulla valgono i tentativi di Germain di intercedere in favore di Gino che, a causa dell'atteggiamento del poliziotto, inizia a precipitare in una nevrosi.
Goitreau, dopo l'arresto dei vecchi complici di Gino a seguito di una rapina, tenta di indurre Marcel, uno di loro, a fare il nome di Gino che, fino a quel momento, aveva rifiutato di rivelare gli incontri con i vecchi amici nei quali aveva rifiutato di riunirsi a loro, tentando di rendere la sua posizione ancora più difficile, e, nonostante i dubbi del suo stesso commissario, diviene ancora più assillante nel suo controllo. La situazione precipita definitivamente quando il poliziotto si reca a casa di Gino e viene sorpreso da quest'ultimo mentre tenta di ricattare Lucy, con atteggiamento alquanto molesto: ne nasce una colluttazione nella quale Gino strangola l'ispettore.
Il conseguente processo, nonostante le testimonianze favorevoli del suo datore di lavoro, di Lucy, unica testimone del delitto, la quale, essendo legata all'imputato, non viene ascoltata dai giudici, e di Germain, che denuncia il comportamento di Goitreau, si conclude con la condanna a morte di Gino mediante ghigliottina, facendo definitivamente venire meno in Germain il suo ideale del concetto di "giustizia".

## Produzione
Questo film di José Giovanni, realizzato quando in Francia era ancora in vigore la pena di morte, contiene numerosi spunti autobiografici. Il regista stesso era stato condannato alla ghigliottina alla fine della guerra, ma la pena gli fu commutata e infine, nel 1956, gli venne concessa la grazia. Anche nel suo caso fu un educatore anziano a venirgli in aiuto nel suo percorso di riabilitazione.
La forte motivazione del regista a realizzare questo film fu la leva per riuscire a convincere Jean Gabin a tornare sul set, nonostante avesse già deciso di ritirarsi alla fine delle riprese de L'affare Dominici. Più difficile si rivelò invece il rapporto di Giovanni con Delon che, in qualità di divo ma anche di produttore, desiderava avere sempre l'ultima parola. Nonostante il carattere brusco del regista, i due riuscirono comunque a raggiungere un'intesa tale da porre le basi per la realizzazione di due ulteriori pellicole: Lo zingaro (1975) e Il figlio del gangster (1976).